# Mösleinsgraben
Der Mösleinsgraben ist ein linker Zufluss des Weihergrabens bei Pfofeld im mittelfränkischen Landkreis Weißenburg-Gunzenhausen.

## Verlauf
Der Mösleinsgraben entspringt am Nordhang des Schallerbucks auf einer Höhe von 445 m ü. NHN südöstlich von Frickenfelden und nordöstlich von Obenbrunn unweit der Europäischen Hauptwasserscheide. Unweit im Norden verläuft der Elmgraben. Der Bach fließt zunächst beständig in südöstlicher Richtung, danach biegt er auf Südwestlauf. Er durchquert eine weite Offenlandschaft und fließt südlich an der Trasse des ehemaligen Obergermanisch-Raetischen Limes vorbei. Das Gewässer durchfließt Gundelshalm und nimmt westlich von Pfofeld das Wasser einer Kläranlage auf. Kurz darauf speist er einen Weiher. Der Mösleinsgraben mündet nach einem Lauf von rund zwei Kilometern auf einer Höhe von 426 m ü. NHN westlich von Pfofeld von links bzw. von Norden in den Weihergraben.